# Căscioarele
Căscioarele est une commune roumaine située dans le județ de Călărași.